# 阿波弁
阿波弁（あわべん）は、徳島県（旧阿波国）で話されている日本語の方言。県名から、徳島弁（とくしまべん）と呼ばれることもある。四国方言に属するが、四国方言の中では近畿方言の影響を最も多く受けた方言である。特に南部の海部郡は大阪弁の影響が大きい。

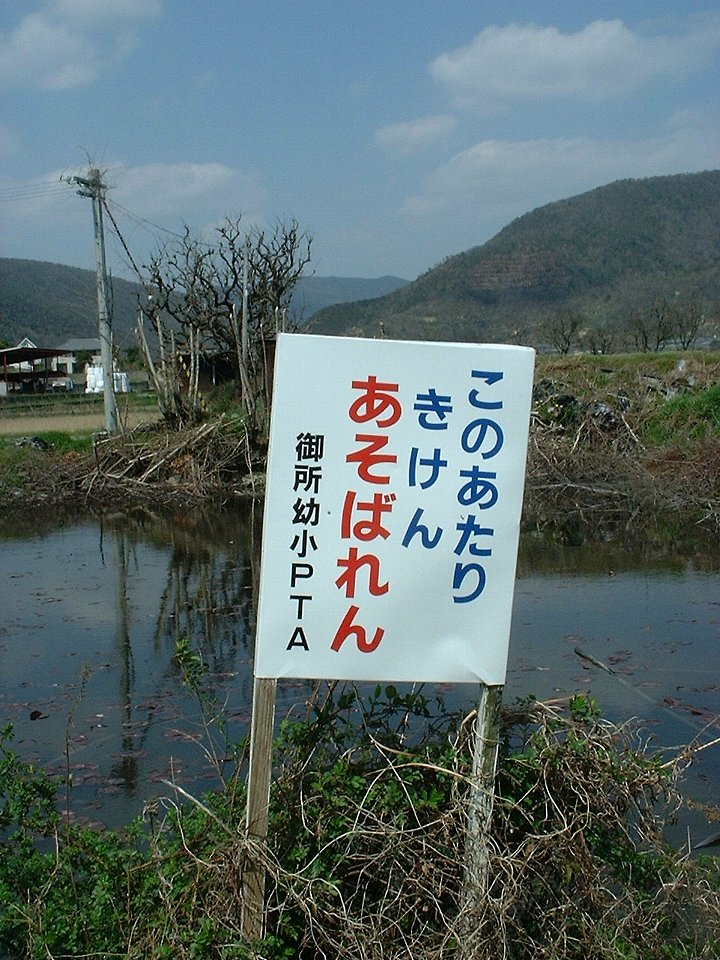
動詞未然形＋れん は禁止を表す。「遊んではいけない」
阿波市にて。

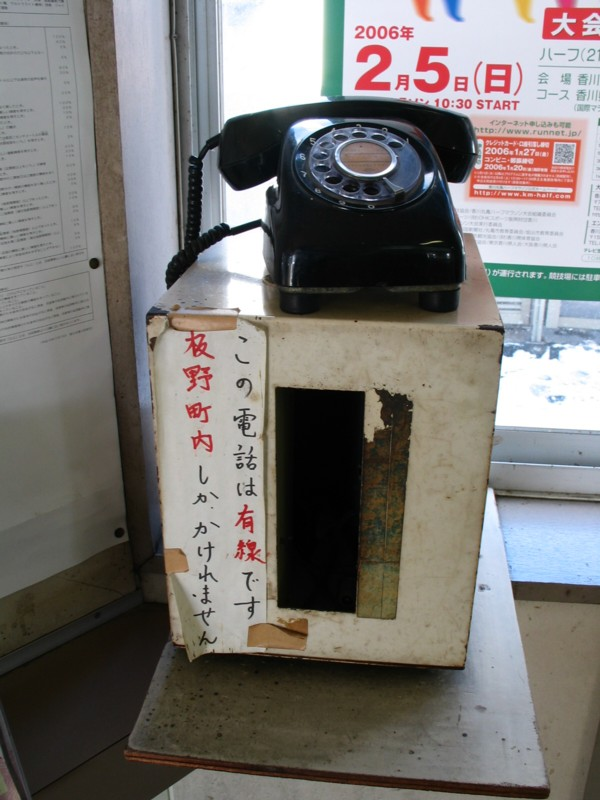
「かけれません」 一般に言う「ら抜き言葉」のような否定例 会話表現の場合「かけれん」となる。
（JR板野駅）

## 音韻
アクセントは、東部・南部で京阪式アクセントを用いる。北西部では讃岐式アクセントが用いられ、四国山地に位置する那賀郡那賀町木頭地区や三好市東祖谷地区・西祖谷山村地区などには垂井式アクセントが分布している。
1拍1音節の語は2拍化する（例）蚊を「カァ」、木を「キィ」。

## 文法
- コピュラは「じゃ/だ/や」の3種類がある。「だ」は主に「だろ（ー）」「だった」「だって」（「〜であって」の意）の形で用いられる。海部郡、板野郡、鳴門市、徳島市の吉野川北岸では「や」が比較的多い。「や」に変化する傾向は沿岸部に行くほど顕著である。一方、北西部・山間部では「じゃ」が多い。（例）あれがうずしおじゃ。
  - 女性は全県的に「じゃ/だ/や」の代わりに「じょ」という女性言葉を用いる。こちらも上記の地域を中心に「や」に変化する傾向が強い。
- 動詞の否定は、「〜ん/へん」を用いる（例）「食べん」。「へん」は五段動詞には大部分の地域でエ段に接続する（例）「かまへん」「歩けへん」。
  - 「動詞未然形＋れん/られん」は禁止を表す。「あそばれん」は「遊んではいけない」「あそんではダメ」を意味する（写真参照）。これは土佐弁や伊予弁でも同様である。
  - 未然形、推量は「ダロ」が優勢で、「ヤロ」は沿岸部のごく一部地域だけであったが、近年は、鳴板地域、徳島市をはじめとした沿岸部を中心に「ヤロ」が優勢である。近畿方言では「ヤロ」という形を用いている。
- 五段動詞の連用形は、「て」「た」「とる」の前で音便形を取る。共通語と異なる点は、アワ行五段動詞は「ゆうた（言）」「あろおた（洗）」のようなウ音便になることである（「あろた」のように短くなることもある）。また、南部や山間部などの主として高齢層では、サ行五段動詞に「さいた」（差した）のようなイ音便が用いられ、山間部の高齢層では「あそおだ」（遊んだ）「のおだ・ぬうだ」（飲んだ）のようなバ行・マ行ウ音便がまれに聞かれる。
- 仮定形は「書きゃあ」「起きりゃ（あ）」のようになるが、主に若年層では「書いたら」「起きたら」のような「〜たら」の形を使うことが多い。近畿方言では大部分で「〜たら」形を用いている。
- 形容詞の連用形にはウ音便が用いられる（例）楽しくない→楽しいない　おもしろくない→おもしろおない/おもっしょおない 赤くなる→あこおなる。「あこなる」のように短くなることもある。
- 他の西日本方言と同じく、「連用形 + とる・とお」（現在完了アスペクト）と「連用形 + よる・よお」（現在進行アスペクト）を用いている。ただし「とる・とお」は進行アスペクトにも用いる。
  - 例1：「うわ、雪ふっとおでー!」…発話の時点で雪が降り始めてから時間が経っていることを発話者が意識している場合を表す
  - 例2：「うわ、雪ふんりょんで!」…今まさに雪が降っている状態
  - 例3：「宿題やったんえ?」…もう既に宿題が終わっているかどうか質問している
  - 例4：「宿題やんりょんえ?」…今まさに宿題をしている最中なのかを質問している/普段から宿題をする習慣があるのか質問している
- 「〜けれど」という逆接の接続助詞には「〜けんど」が多く用いられる。地域によっては「きんど」も用いる。
- 「〜から」という理由・原因を表す接続助詞には、一般に「〜けん」を用いる。ほかに、北西部で「〜きん」「〜きに」、海部郡で「〜さかい」「〜よって」も用いられる。
- 不可能の言い方として、北部で「よお〜せん」、南部で「ええ〜せん」の言い方がある。能力がなくてできないことを意味する。
- 強調を表す文末助詞に、「ぞ・ぞー」があり、地域によっては「じぇ」「ぞい」「ぞえ」「ぞよ」などとも言う。
  - 「じょ」は主に女性が用い、「じぇ」、「ぞえ」、「ぞ」を使用する地域に全県的にみられる。
- 終助詞「え」「で（強調される場合は「でか」）」。疑問や勧誘などを表すこともある。例：「あっちが徳島駅え？」（あちらが徳島駅ですか？）、「宿題できたんで？」（宿題終わったのか?）、「ほんまに宿題できたんでか？」（本当に宿題終わったのか？）
  - 近年は強調、終助詞ともに「や」または「で」が優勢で、判別は文脈の強弱で判断する。なお、近畿方言では「や」、近畿方言の外側、周縁部の地域では「で」、「じぇ」が用いられる傾向がある。
- 助詞「よ」「よお」が用いられる。「の」について「のよ」「んよ」「にょお」とも。
- 終助詞「が」を用いる。軽い詠嘆・感動を表す。「がえ」「がえな」「がいな」とも。（例）ほんなん知っとるが。
  - 「が」は先述の「で」よりも強い表現。注意を促す際によく使用される。
- 疑問・反語の終助詞は、「か」「かい」「かいな」「かえ」などを用いる。地域によっては「こ」「け」とも。（例）この時計めげとんかいな。
- 終助詞「わ」は感動・強調などを表す。（例）あれが大鳴門橋やわ。

## 語彙

### あ行
- あかん/いかん …駄目。大丈夫でない。
- あのに …あのように。
- あばさかる …ふざけている。子供に使うことが多い。
- あるでないで …あるじゃないか。
- あるんでないで …あるのではないの?
- いける …大丈夫。
- いがる …大声を出す。
- いくいな ...底の平たい小さな川舟。浅瀬では、船頭が舟から降りて、曳き綱で曳いていく。平田舟、高瀬舟。
- いたつけ【板付】 …蒲鉾。
- いぬ（る） …帰る。
- いまない【今内】 …今し方。
- いらう/いろう …触る。
- いんまに …そのうち。
- うち …私。主に女性が使う。
- うっとい/うっちょい …鬱陶しい。
- ええせん/ようせん …することが出来ない。
- えっと …長い。
- えっとぶり …久しぶり。
- おかっこまり …正座。
- （お腹が）おきる …（お腹が）一杯になる。
- おげった（おげっちょ） …ウソ。「おげっちょ こくな」（訳：ウソをつくな）
- おじみそ …怖がり、弱虫。
- おせ …おとな、成人、（一般的には「わかいし」よりも年長をさす）例 : 「おせ（に）なったらお年玉あげんならんけんいやなんじょ」（訳：大人になると、お年玉あげなくてはいけないからイヤなのよ）
- おちんこま …座ること。
- おぶける …驚く。
- おま（は）ん …お前さん。あなた。
- おみいさん …おじや、雑炊。

### か行
- かー …頂戴。
- がーす …でございます。
- かいい …かゆい。「歯がゆい」は「はがい」。「痛がゆい」は「はしかい」。
- がい（ー） …（がいな）（がいーな）　粗暴な、粗雑な。強い、丈夫な、強靭な（肉体的に、精神的に）。「ほないがいにしたらめげるでよ。」（訳：そんなに粗暴に扱ったら壊れるよ）「おまはん、がいな人じゃな」（訳：あなたは強い人だね）
- かえ …かい。「しても構わないかい?」は「してもかんまんかえ?」。
- かく …持ち上げる。運ぶ。（例「そこの机をここまで、かいて下さい」（訳：そこの机をここまで運んでください）
- かなれ …かなり。「かなり咲いている」は「かなれ咲いとる」。
- か（ん）まん【構ん】 …構わない。
- きにょう …きのう（昨日）
- きゃっきゃがくる …いらいらする、転じて腹が立つ、現状のやり場の無い怒りを表す言葉（この場合の怒りはささいなことが多い）「おまはん見よったらキャッキャがくるでよ」（訳：あなたを見ているとイライラします）
- （誰々さん）く …場所。家。「私の家」は「うちんく」、「貴方の家」は「おまはんく」、「自分自身の家」は「わんく」。
- くだける　…壊れる。「テレビがくだけた」「昨日自転車がくだけた」
- ごじゃ/ごじゃんぽ …いい加減、滅茶苦茶。
- こしらえ …着替え作業。
- ごつい …とても、凄い。
- こっぱ …とても、非常に。（県南部の方言）
- このに …このように。
- こ（ん）まい …小さい。
- こらえる …許す。我慢する。
- こんこ …タクアン。

### さ行
- さっきない …つい先ほど。
- ざった/なんだ …なかった。「行かなかった」は「行かざった/行かなんだ」。「しなかった」は「せざった/せなんだ」。
- 〜（し）とう …〜（し）ている。「知っている」は「知っとう」。神戸弁、播州弁と同じ。
- 〜（し）とる …すでに〜した。「宿題をすでに終えた」は「宿題をしとる」。「すでに行ってしまった」は「行とる/行っとる」。過去形は「（し）とった」。
- 〜（し）とん? …〜（し）ているのか?「知っているのか?」は「知っとん?」。
- じゃらじゃらする …いい加減にしている。ふざけている。
- 〜（し）よる …現在〜（し）ている。「宿題をしよる」は「宿題を今やっているさいちゅうだ」。「行きよる/行っきょる」は「現在移動中である」の意。過去形は「（し）よった」。
- 〜（し）よん（え～）? …〜（し）ているのか？または、…〜（し）ているところなのか?
- 〜ずく …～のまま。「行かないまま」は「行かんずく」。
- しんだい …だるい（身体的ではなく、精神的な倦怠感を表現するときに多用する）。
- せえ …しなさい。「こうしなさい」は「こうせえ」。女性は「しい」を使うことが多い。
- せこい …しんどい（身体的な倦怠感を表現する）。食べ過ぎて苦しい時にも使う。
- 〜（を）せられん …してはダメ（命令形）
- そのに …そのように。

### た行
- たいそい【大層い】 …大儀な。骨が折れる。
- たおる …曲がる。
- たっすい …しょうもない。緩い。弱い。「しょうもないことをするな」は「たすいことをすな」。「紐の括り様が緩い」は「紐の括り様がたすい」。
- ちっか …竹輪。
- ちっと …少し。「もう少し」は「もちっと」。「少しだけ」は「ちっとこば」
- 〜ちゃ …〜は。「これはどうしたの?」は「これっちゃどしたん?」。
- ちゃり …自転車。「ちゃり機」「ちゃりんこ」とも。
- 〜ちゅう …〜という。「徳島という場所」は「徳島ちゅうく」。
- つかい …〜して下さい。敬語ではなく近縁者に多用する。「こらえてつかい」（訳：我慢して下さい、転じて、許して下さい） 愛媛や岡山、広島の瀬戸内海沿岸では「つかーさい」と言う地域がある。
- つっかけ …ぞうり。
- つべ …お尻。「つべくそ」は大便の意だが、一般的には「余計なこと」という意味で使われる。
- つまえる …片付ける。
- 〜でないで …〜ではないか。（例：あるでないで→あるじゃないか）
- どくれる …ふてくされる、機嫌を損なう。
- どしたん …どうしたの。
- どちらへか/どちらいか …どういたしまして。
- どれー …この野郎、貴様　「おんどれ」を省略して使う事が多い。関西方言での「われ」「おのれ」「おどれ」。使用例 : 「どれー、何（なん）しょんじょだ」（訳：コラ、何をするんだ）「おんどれ」の “おん” は人称、“どれ”は侮蔑用語と分けられるので「どれー」は人称を省いた目の前の相手に発せられる言葉。
- とろ（こ）い …どんくさい、のろい、遅い。土佐弁等でも同様。

### な行・は行
- なんぼ …いくら。関西方言と同じ。
- 〜ばあ/〜びゃあ …〜だけ。「これだけ」は「こればあ」、「どれだけ」は「どればあ」。
- ばいあい（ばいやい） …奪い合い、奪い合う
- 〜はか …〜しか。「これしかない」は「これはかない」。
- はがい …歯がゆい。腹立たしい。
- はざ …普段。
- はさ（か）る …挟まる。
- はめる …入れる。「ぴったりと入れ込む」という意味で使われる他の方言とは異なり「ぴったり」という意味は大事にされておらず、「入れる」とほぼ同義である。「仲間に入れて」は「仲間にはめて」。
- ばんげ【晩掛】 …夕方。
- はんじかん【半時間】 …30分。関西方言と同じ。
- ひしとい …一日。一日中。
- ひどい …大変。凄い。「それは凄い」は「それはひどい」。
- ひらぶがい【比良夫貝】 ...タイラギ、タイラ貝
- べっちょない …大丈夫。別状ない。
- へらこい …ずる賢い。讃岐弁と同じ。
- ほうけにする …馬鹿にする。
- ほ（う）る …捨てる。
- ほかす …捨てる。（関西方言と同じ）
- ほなけん …〜だから。〜だけどという場合は「ほなけんど〜」と続ける。
- ほんなら/ほ（ん）な …それでは。
- ほんなん …そんなこと。
- ほんに【本に】 …本当に、本真に。

### ま行
- まがる …邪魔になる。
- まけまけ/まけまけいっぱい …溢れる寸前。（水などが）いっぱいいっぱい
- まける …こぼれる。
- むつごい …脂っこい。
- めいぼ …ものもらい。
- めんどい …難しい。難儀する。しんだい、やりたくない、の意味で使われることもある。
- めんめ【面々】 …各々。
- もって …ながら。「しながら」は「しもって」、「働きながら」は「働きもって」。
- もんた【戻た】 …戻った。

### や行・わ行
- やりこい …柔らかい。
- よしとい …一晩、一晩中。
- よう …よく、ぬけぬけと。それほど、あまり。
- よ（う）たんぼ …酔っ払いの人
- わい/わし/わえ …私、僕。
- わかいし …若者。「若い衆」の変形か。 例 : 「きょうびのわかいしは、がいなんおらんでよ」（訳　最近の若者には頑丈な人がいません」
- わ/わが …自分自身。「自分自身で」は「わがで」
- わや …だめなこと。むちゃくちゃな様。

## 阿波弁を話す人物・関連する作品など
阿波弁は関西弁と近い部分が多いので、阿波弁話者が徳島県や関西以外で居住するようになると、近畿出身者と混同されやすくなる。阿波弁をベースとする人については徳島県出身の人物一覧も参照。
- アンジェラ・アキ - シンガーソングライター。

- 秋山博康 - 元警察官・犯罪コメンテーター
- 川上憲伸 - プロ野球選手。
- 里崎智也 - プロ野球選手。
- 豊崎愛生 - 声優・歌手。
- 矢野奨吾 - 声優。
- 山下七海 - 声優。
- 仙谷由人 - 衆議院議員。
- チャットモンチー - ロックバンド
- 蔦文也 - 元徳島県立池田高等学校野球部監督。
- 冨浦智嗣 - 俳優。スターダストプロモーション所属。
- 板東英二 - 元プロ野球選手、タレント。
- 福井敏雄 - 気象解説者、タレント「お天気おじさん」。
- 藤田一也 - プロ野球選手。
- 金沢治 - 言語学者、『阿波言葉の辞典』などの本を出している。
- 遠藤彰良 - 四国放送の元アナウンサー。ダイドードリンコの阿波弁対応おしゃべり自動販売機の声を担当した[1]。後に徳島市長に就任。
- 佐藤旬子 - 四国放送のアナウンサー。ダイドードリンコの阿波弁対応おしゃべり自動販売機の声を担当した[1]。
- ウェルかめ
- 47都道府犬 - 声優バラエティー SAY!YOU!SAY!ME!内で放映された短編アニメで、郷土の名産をモチーフにした犬たちが登場する。徳島県は、鳴門巻きがモチーフの徳島犬として登場し、『えっじゃないか、えっじゃないか、よいよいよいよい♪』（阿波踊りのよしこの）などを話す。声優は、徳島県出身の豊崎愛生が担当している。